# Asteromyrtus tranganensis
Asteromyrtus tranganensis är en myrtenväxtart som beskrevs av Lyndley Alan Craven. Asteromyrtus tranganensis ingår i släktet Asteromyrtus och familjen myrtenväxter. Inga underarter finns listade i Catalogue of Life.